# Iochroma
Iochroma Benth. – rodzaj roślin z rodziny psiankowatych. Obejmuje 39 gatunków. Zasięg rodzaju obejmuje strefę międzyzwrotnikową obu kontynentów amerykańskich, na północy po północny Meksyk i Kubę, na południu po południową Brazylię, północną Argentynę, Boliwię i Peru. Rośliny te występują głównie w zbiorowiskach zaroślowych i na terenach skalistych. Zawierają flawonoidy w formie aglikonów. Wykorzystywane są lokalnie jako lecznicze i halucynogenne. Niektóre gatunki, zwłaszcza I. cyaneum, uprawiane są jako ozdobne. Walorem ozdobnym są kwiaty o długich, różnobarwnych koronach.

## Morfologia
PokrójKrzewy, rzadko kolczaste, do 4 m wysokości. Młode pędy z włoskami pojedynczymi, pędy kwitnące zwykle przewisające.
LiścieSkrętoległe, opadające lub zimotrwałe, pojedyncze, ogonkowe, zwykle jedwabiście owłosione.
KwiatyWyrastają w kątach liści pojedynczo lub zebrane w pęczki po kilka–kilkanaście. Kielich pięciodziałkowy, dzwonkowaty. Płatków korony jest także 5, są one zrośnięte na znacznej długości, tworząc lejkowatą lub walcowatą rurkę, na końcu z wolnymi, szerokimi łatkami wzniesionymi lub rozpostartymi. Korona o zróżnicowanej barwie – białej, żółtej, purpurowej, czerwonej lub niebieskiej. Pręcików jest 5, z główkami schowanymi lub nieco wystającymi z rurki korony, czasem o różnej długości. Zalążnia jest górna, dwu-, rzadko czterokomorowa, z licznymi zalążkami w każdej z komór. Słupek pojedynczy, smukły.
OwoceMięsiste jagody, zwykle pomarańczowe po dojrzeniu, kuliste lub podługowate, zawierające liczne (do 250) nasiona.

## Systematyka
Pozycja systematyczna
Rodzaj z rodziny psiankowatych (Solanaceae). W obrębie rodziny klasyfikowany do podrodziny Solanoideae, plemienia Physaleae i podplemienia Iochrominae. Analizy filogenetyczne spowodowały zmiany w ujęciu rodzaju, dla nadania mu charakteru monofiletycznego włącza się do niego rodzaj Acnistus.
Wykaz gatunków
- Iochroma albianthum S.Leiva
- Iochroma amicorum M.A.Cueva, S.D.Sm. & S.Leiva
- Iochroma arborescens (L.) J.M.H.Shaw
- Iochroma ayabacense S.Leiva
- Iochroma barbozae S.Leiva & Deanna
- Iochroma baumii S.D.Sm. & S.Leiva
- Iochroma brevistamineum Dammer
- Iochroma cachicadanum S.Leiva
- Iochroma calycinum Benth.
- Iochroma confertiflorum (Miers) Hunz.
- Iochroma cornifolium (Kunth) Miers
- Iochroma cyaneum (Lindl.) M.L.Green
- Iochroma edule S.Leiva
- Iochroma ellipticum (Hook.f.) Hunz.
- Iochroma fuchsioides (Bonpl.) Miers
- Iochroma gesnerioides (Kunth) Miers
- Iochroma lehmannii Bitter
- Iochroma lilacinum S.Leiva & K.Lezama
- Iochroma longipes Miers
- Iochroma loxense Miers
- Iochroma lyciifolium Dammer
- Iochroma mionei S.Leiva & S.D.Sm.
- Iochroma nitidum S.Leiva & Quip.
- Iochroma ortizianthum S.Leiva & Deanna
- Iochroma parvifolium (Roem. & Schult.) D'Arcy
- Iochroma peruvianum (Dunal) J.F.Macbr.
- Iochroma piuranum S.Leiva
- Iochroma richardianthum S.Leiva
- Iochroma rubicalyx S.Leiva & Jara
- Iochroma salpoanum S.Leiva & Lezama
- Iochroma schjellerupii S.Leiva & Quip.
- Iochroma smithianum K.Lezama, Limo & S.Leiva
- Iochroma solanifolium Dammer
- Iochroma squamosum S.Leiva & Quip.
- Iochroma stenanthum S.Leiva, Quip. & N.W.Sawyer
- Iochroma tingoanum S.Leiva
- Iochroma tupayachianum S.Leiva
- Iochroma viridescens S.Leiva
- Iochroma warscewiczii Regel